# Dreiwegeneiger
Der Dreiwegeneiger (auch Kinoneigekopf) ist ein Zubehör für Fotostative. Dreiwegeneiger sind häufig fest an der Stativsäule montiert, bei höherwertigen Systemstativen können sie aber auch gegen andere Stativköpfe ausgetauscht werden.

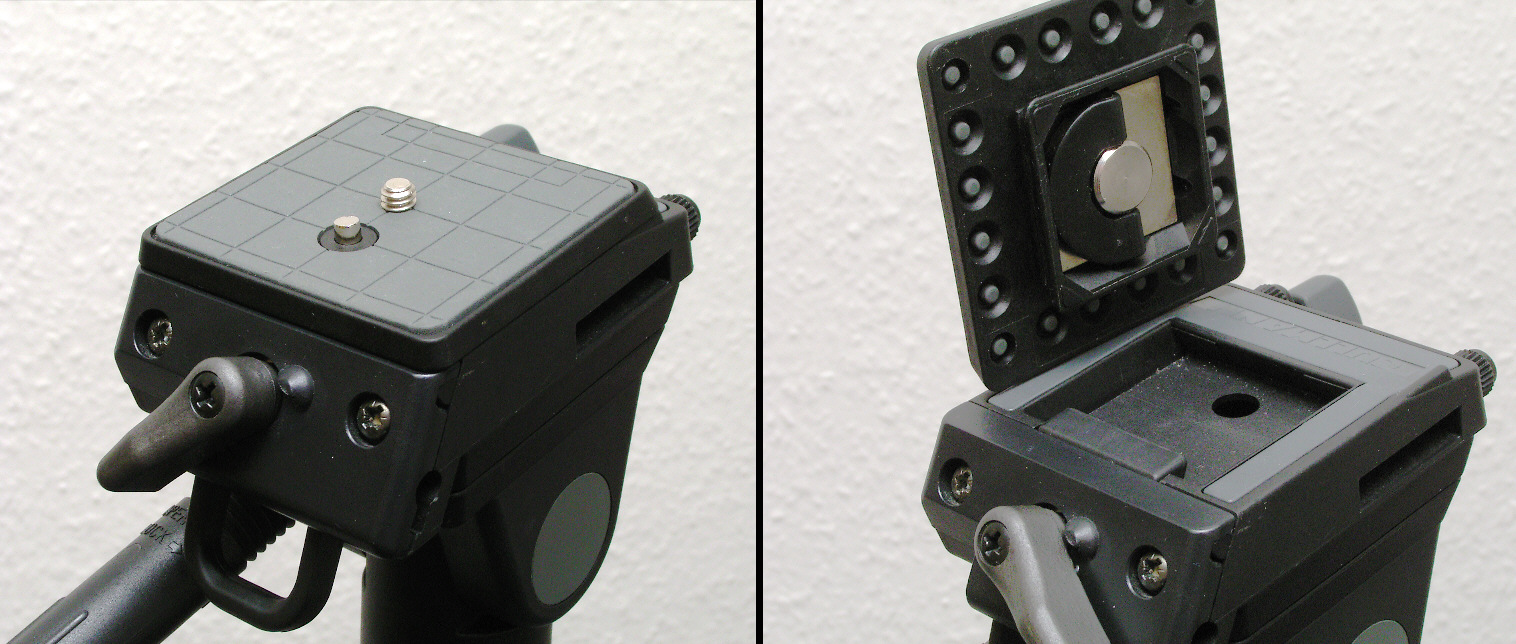
3D-Neiger mit Schnellwechselplatte

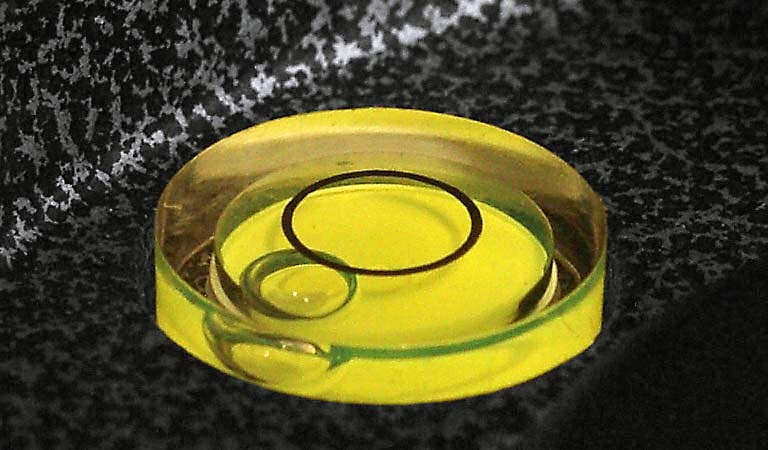
Dosenlibelle an einem Fotostativ

Ein Dreiwegeneiger lässt sich in drei Achsen unabhängig verstellen. Man kann den Stativkopf horizontal schwenken, nach oben und unten neigen sowie seitlich kippen. In manche Modelle ist eine Dosenlibelle integriert, die eine exakte horizontale Ausrichtung für Kameraschwenks bei Filmaufnahmen oder für die Aufnahme von Panoramen erleichtert. Solche Wasserwaagen gibt es auch als Zubehör, das auf den Blitzschuh der Kamera gesteckt wird.
Der Dreiwegeneiger ist durch die Einstellung mit drei Griffen in der Handhabung langsamer als ein Kugelgelenkkopf, der mit einem einzigen Griff bedient wird. Allerdings ist dadurch, dass man immer nur eine Richtung gleichzeitig verändern kann, eine genauere Einstellung möglich.
Eine Sonderform des Dreiwegeneigers ist der Getriebeneiger (Getriebe-Neigekopf). Hier erfolgt die Bedienung mit selbstarretierenden Stellschrauben, die auf Feintriebe arbeiten. Dieser Typ ist besonders feinfühlig einstellbar, aber langsam in der Handhabung.
Eine vereinfachte Form des Dreiwegeneigers ist der Zweiwegeneiger. Hier fehlt die Kippmöglichkeit ins Hochformat. Dieser Typ wird hauptsächlich für Video- oder Filmkameras benutzt.